# Karl-August Fagerholm

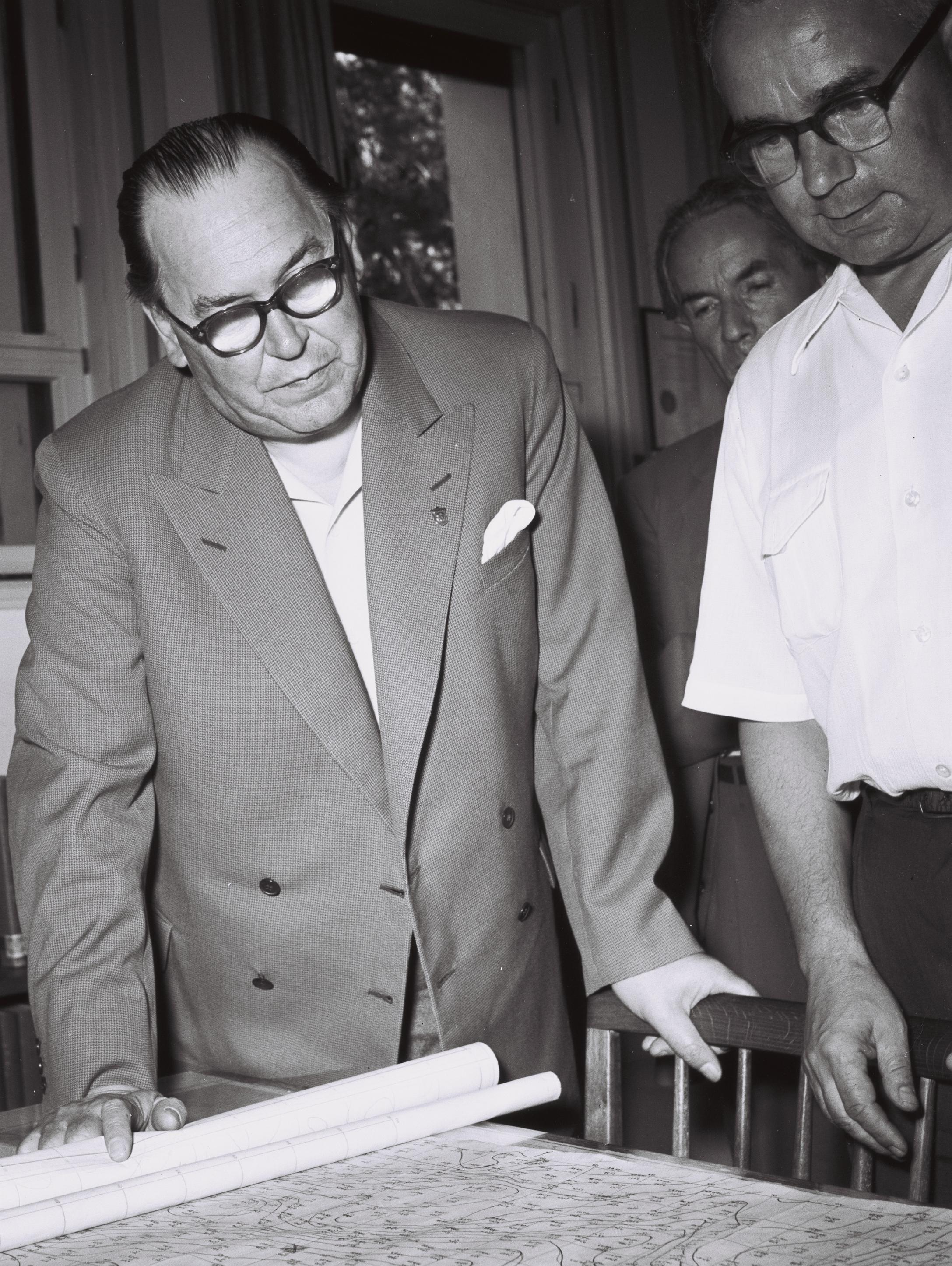
Karl-August Fagerholm, Sprecher des finnischen Parlaments, bei einem Besuch im Weizmann-Institut für Wissenschaften in Rehovot, Israel. September, 1955

Karl-August Fagerholm, Valtioneuvos (* 31. Dezember 1901 in Siuntio; † 22. Mai 1984 in Helsinki) war ein finnischer Politiker und dreimaliger Ministerpräsident.

## Gewerkschaftsfunktionär und Abgeordneter
Fagerholm absolvierte eine Ausbildung zum Friseur und war als solcher bereits von 1920 bis 1923 Vorsitzender der Gewerkschaft der Friseure.
Seine politische Laufbahn begann bereits 1930 mit der Wahl zum Abgeordneten des Reichstages. Dort vertrat er die Interessen der Sozialdemokratischen Partei (SDP). Durch das Erstarken der rechtsextremistischen Lapua-Bewegung wurde zwischen 1929 und 1932 erzwungen, dass die SDP nicht an der Regierung beteiligt werden konnte. Zwischen 1934 und 1942 war er zudem Chefredakteur der schwedischsprachigen „Arbeiterzeitung“, Arbetarbladet.

## Minister und Zeit des Zweiten Weltkrieges
Nach Aufhebung dieses Verbots wurde er im März 1937 von Ministerpräsident Aimo Cajander zum Sozialminister berufen. In den folgenden Jahren trieb er die Zusammenarbeit mit den anderen skandinavischen Staaten und hierbei insbesondere mit Schweden voran. Diese neuen Verbindungen und insbesondere ein Vertrag über eine militärische Allianz mit Schweden sollten Finnland nach Ansicht von Fagerholm dienlich sein. Allerdings blieben die Beziehungen zum Nachbarland Schweden kühl, und der gewünschte Vertrag über eine militärische Allianz kam nicht zustande.
Der Winterkrieg zwischen Finnland und der Sowjetunion vom November 1939 bis März 1940 war für viele Finnen der Beweis dafür, dass die nach Skandinavien ausgerichtete Außenpolitik gescheitert war. Nach dem Beginn des Fortsetzungskrieges im Juni 1941 gegen die Sowjetunion, in dem Finnland durch die deutsche Wehrmacht unterstützt wurde, hatte Fagerholm seinen Einfluss auf die finnische Außenpolitik vorläufig verloren. Gleichwohl behielt er sein Amt als Sozialminister in den Kabinetten bis März 1943.

## Parlaments- und Ministerpräsident nach dem Zweiten Weltkrieg
Nach dem Waffenstillstand mit der Sowjetunion und der Bildung einer Regierung durch Ministerpräsident Juho Kusti Paasikivi im November 1944 war er zwischen 1945 und 1948 erstmals Präsident des Reichstages. Aufgrund seiner kritischen Haltung zur Sowjetunion wurde er im März 1946 nicht in die durch den kommunistischen Ministerpräsidenten Mauno Pekkala gebildete Regierung berufen.

### Erste Regierung 1948–1950
Nach den Reichstagswahlen wurde er am 29. Juli 1948 erstmals zum Ministerpräsidenten gewählt. In diese Minderheitsregierung berief er andererseits ebenfalls keine Minister der Kommunistischen Partei. Seine wieder aufgenommene politische Ausrichtung zu den Staaten Skandinaviens und Westeuropas wurden durch die Sowjetunion sehr missbilligend gesehen. Nach dem Beitritt Finnlands zum Allgemeinen Zoll- und Handelsabkommen (GATT) 1949 wurde ihm von der Sowjetunion vorgeworfen, dass er auch den Beitritt Finnlands zur NATO betreibe. Am 17. März 1950 trat Fagerholm zurück und wurde durch Urho Kekkonen als Ministerpräsident abgelöst.
Zwischen 1950 und 1956 war er erneut Präsident des Reichstages. Am 17. Februar 1956 bei der Präsidentschaftswahl verlor er als Präsidentschaftskandidat der SDP gegen Kekkonen, dem Präsidentschaftskandidaten des Landbundes (ML). Dabei erzielte Kekkonen im dritten Wahlgang mit 151 Wahlmännerstimmen lediglich zwei Stimmen mehr als Fagerholm.

### Zweite Regierung 1956–1957
Allerdings löste Fagerholm Kekkonen nach dessen Amtsantritt als Präsident am 3. März 1956 im Amt des Ministerpräsidenten ab. Während dieser zweiten Amtszeit besuchte er die Sowjetunion, so dass eine Entspannung zwischen der UdSSR und ihm selbst eintrat. Im Frühjahr 1957 brach ein schwerer parteiinterner Konflikt aus, der dazu führte, dass Väinö Tanner Vorsitzender der SDP wurde. Zuvor hatten sich innerhalb der SDP zwei Lager um Tanner auf der einen und dem bisherigen Parteivorsitzenden und Verteidigungsminister Emil Skog auf der anderen Seite. Fagerholm bot daraufhin bereits im März seinen Rücktritt an, wurde jedoch von Präsident Kekkonen um Fortführung der Regierung gebeten. Allerdings kam es kurz darauf zu Meinungsverschiedenheit mit dem Landbund als größten Koalitionspartner. Nach seinem Rücktritt am 27. Mai 1957 wurde daraufhin Vieno Sukselainen Ministerpräsident. Fagerholm wurde daraufhin erneut Präsident des Reichstages als Nachfolger von Sukselainen.

### Dritte Regierung 1958–1959
Nach den Reichstagswahlen vom Juli 1958, die zum einen Verluste für die SDP, zum anderen aber Gewinne für die Demokratische Union des Finnischen Volkes (SKDL) brachte, bildete er als Ministerpräsident am 29. August 1958 eine breit angelegte Koalitionsregierung aus SDP, ML, Nationaler Sammlungspartei (KOK), Finnischer Volkspartei (KP) sowie Schwedischer Volkspartei (SFP). Anschließend begann er neue Beziehungen mit den Staaten des Nordischen Rates sowie den Vereinigten Staaten von Amerika. Die nicht in der Regierung vertretene SKDL kritisierte diesen Schritt und auch die fünf Minister des Landbundes verließen im November 1958 die Regierung, da sie die Beziehungen mit der Sowjetunion in Gefahr sahen, nachdem von dort Sanktionen insbesondere auf wirtschaftlichem Gebiet verhängt wurden. Am 14. Dezember 1958 trat Fagerholm als Ministerpräsident zurück und im Januar 1959 begab sich Präsident Kekkonen auf Staatsbesuch nach Moskau zur Beschwichtigung der Regierung der UdSSR. Am 13. Januar 1959 wurde Sukselainen erneut Nachfolger als Ministerpräsident, was kurz darauf zur Einstellung der sowjetischen Wirtschaftssanktionen führte.
Fagerholm übernahm daraufhin erneut von Sukselainen das Amt des Reichstagspräsidenten und hatte dieses Amt dann zunächst bis 1961 sowie später noch einmal für kurze Zeit von 1965 bis 1966 inne. Darüber hinaus war er 1962 Präsident des Nordischen Rates.